# Дев'ятирічна війна
Дев'ятирічна війна (前九年の役, ぜんくねんのえき, дзен-кунен-но екі, «перший 9-річний похід»; 1051—1062) — збройний конфлікт в Японії періоду Хей'ан між силами повсталих самураїв провінції Муцу під керівництвом Абе но Йорітокі та його синів Садато і Мунето з одного боку, і урядовими військами під проводом Мінамото но Йорійосі та Мінамото но Йосіїе з іншого. Закінчилась перемогою урядових військ.

## Короткі відомості
Місцем бойових дій стала Північна Японія, батьківщина пацифікованих японцями автохтонних племен еміші. Контроль над регіоном здійснювала місцева асимільована емішійська знать під проводом могутнього роду Абе. У 1050 році голова цього роду, Абе но Йорітокі, увійшов у конфлікт з провінціалом провінції Муцу, Фудзіварою но Наріто, якого призначив центральний японський уряд. Через рік вояки роду Абе напали на провінційну адміністрацію, а сам провінціал звернувся по допомогу до столиці. 
У 1052 році Імператор призначив головою провінції Муцу і сьоґуном-пацифікатором лідера каватівських самураїв роду Мінамото, Мінамото но Йорійосі, та доручив йому командування урядовою армією, щоб покарати Абе. Разом зі своїм сином, Йоріїє, той вирушив на північ Японії, де протягом декількох років вів бої з повстаннцями із перемінним успіхом. 
У 1057 році відбулася велика битва при Кіумі між силами Мінамото та Абе, яка закінчилася перемогою останніх. Урядові командири втратили багато вояків і були змушені відступити з Муцу. Проте через 4 роки їм на поміч прийшла армія володаря сусідньої провінції Дева, роду Кійохара. Завдяки цьому, у 1062 році об'єднані війська Мінамото і Кійохари змогли взяти штурмом головну ворожу цитадель і захопити живцем полководців противника.
Дев'ятирічна війна стала сходинкою для укріплення позицій самурайського роду Мінамото при Імператорському дворі та у середовищі самурайської знаті Східної Японії. З іншого боку, активна роль роду Кійохара забезпечила йому статус фактичного гегемона Північної Японії.